# 華紹青
華紹青（1994年2月12日—）是中國女子田徑運動員。

## 生平
她曾以2小時37分19秒獲得2015秦皇島馬拉松女子組冠軍，大幅度刷新個人最好成績，同時成功獲得2016年里約奧運參賽資格。在里約奧運女子馬拉松賽上，她以2小時45分9秒的成績獲得第79名。

## 外部連結
- 華紹青在的頁面